# A Biting Business
Pour plus de détails, voir Fiche technique et Distribution.
A Biting Business est un film muet américain réalisé par Thomas H. Ince et sorti en 1911.

## Fiche technique
- Titre original : A Biting Business
- Réalisation : Thomas H. Ince
- Producteur : Carl Laemmle
- Société(s) de production : Independent Moving Pictures Co. of America (IMP)
- Pays de production :  États-Unis
- Langue originale : Film muet
- Format : noir et blanc — 35 mm — 1.33,1
- Durée : court métrage
- Date de sortie :
  - États-Unis : 23 octobre 1911

## Distribution
- Ethel Grandin[1] : Mrs Hardin